# Lasianthus latifolius
Lasianthus latifolius là một loài thực vật có hoa trong họ Thiến thảo. Loài này được Blume ex Miq. mô tả khoa học đầu tiên năm 1857.